# LDV Pilot
Der LDV Pilot war ein Kleintransporter der LDV Limited. Diese war
1993 neben der Leyland Trucks LTD aus in Konkurs gegangenen Leyland DAF entstanden. LDV baute die Leyland DAF 200-400 Serie weiter und entwickelte unter dem Projektnamen Bulldog daraus den LDV Pilot als Ersatz für die 200er- und den LDV Convoy für die 400er Serie.

## LDV Pilot 1997–2006
Die Karosserie hatte nun weniger kantige Frontbleche und ein neu gestaltetes Armaturenbrett und Sitze. Zusätzlich gab es nun den PSA XUD 1905 cm³-Diesel mit Turbolader. Große Mengen wurden von der Armee, britischen Polizei und von Royal Mail geordert. Im Jahr 2007 gab es eine Umfrage unter mehr als 100.000 Nutzfahrzeug-Magazin-Leser, welche die damals nicht mehr erhältliche Baureihe zum nationalen Van Of The Year 2007 wählten. Nachdem der LDV Maxus bereits seit 2004 parallel gebaut wurde, ersetzte er 2006 den Pilot und Convoy komplett.

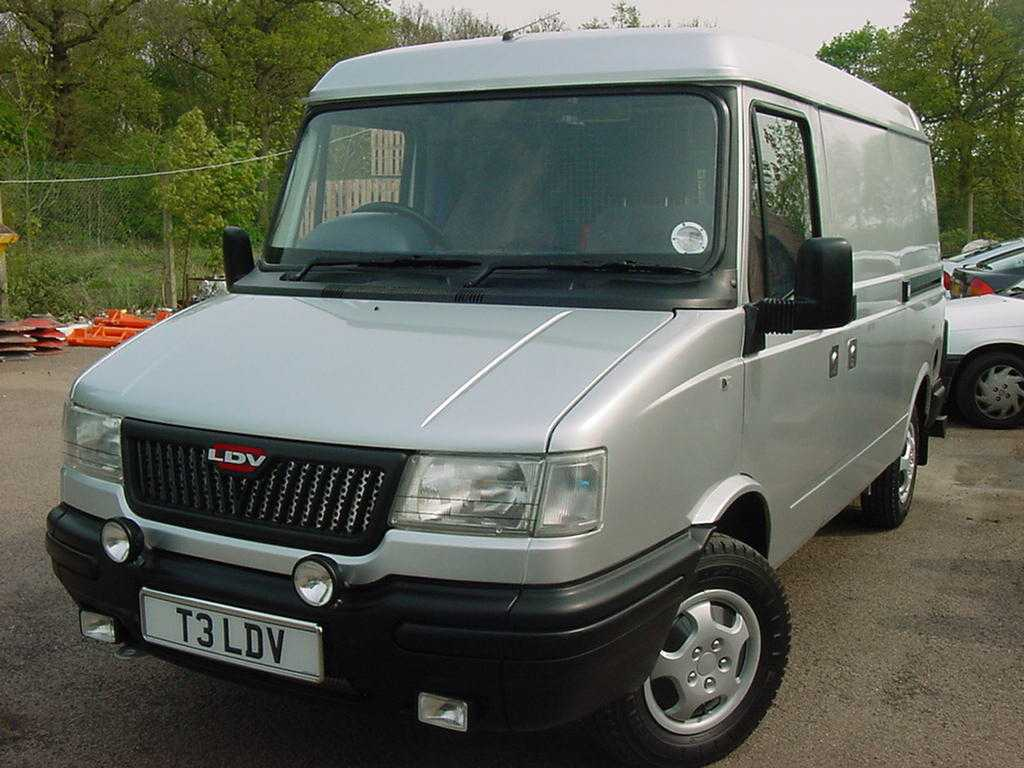
LDV Pilot Facelift